# Epidendrum endresii
Epidendrum endresii Jacq., 1760, è una pianta della famiglia delle Orchidacee originaria dell'America centrale.

## Descrizione
È un'orchidea di taglia medio-piccola che cresce epifita sugli alberi della foresta tropicale montana. E. endresii presenta steli a grappolo, cilindrici,  alti mediamente una trentina di centimetri, avvolti da guaine nere verrucose che portano foglie distiche, rigide, di forma da ellittico-lanceolata ad ovata, ad apice ottuso.
La fioritura avviene in inverno e in primavera, mediante un'infiorescenza terminale, racemosa, con brattee floreali ellittico-lanceolate, recante pochi fiori. Questi sono grandi mediamente 1,5 centimetri, sono gradevolmente profumati, hanno petali e sepali bianchi e labello bilobato variegato di viola.

## Distribuzione e habitat
La specie è diffusa in Costa Rica e Panama, dove cresce epifita sugli alberi della foresta pluviale montana, in zone ventose sul piano pedemontano, ad altitudini comprese tra 1200 e 2400 metri sul livello del mare.

## Sinonimi
Oerstedella endresii (Rchb.f.) Hágsater, 1981

Epidendrum adolphii Schltr., 1906

Oerstedella adolphii (Schltr.) Brieger, 1977, no basionym ref. 

## Coltivazione
Questa pianta ha necessità di esposizione a mezz'ombra, con temperature miti tutto l'anno, all'epoca della fioritura gradisce temperature un po' più elevate e frequenti irrigazioni.